# Cantó de Chemin
El cantó de Chemin és un cantó francès del departament del Jura, situat al districte de Dole. Té 11 municipis i el cap és Chemin.

## Municipis
- Annoire
- Aumur
- Champdivers
- Chemin
- Longwy-sur-le-Doubs
- Molay
- Peseux
- Petit-Noir
- Saint-Aubin
- Saint-Loup
- Tavaux

## Història
| Data d'elecció                           | Identitat             | Partit                           | Qualitat |
| ---------------------------------------- | --------------------- | -------------------------------- | -------- |
| 1967-1979                                | M. Molard             | RGR                              |          |
| 1967-1979                                | M. Hutin              | RPF, després RS                  |          |
| 1955-1967                                | M. Maizier            | RGR, després centrista           |          |
| 1967-1979                                | M. Coron              | Divers gauche, després centrista |          |
| 1979-1985                                | André Vauchez         | PS                               |          |
| 1985-1992                                | Jean Corot            | UDF                              |          |
| 1992-2011                                | André Vauchez         | PS, després Divers gauche        |          |
| 2011-                                    | Jean-Michel Daubigney | Divers droite                    |          |
| les dades anteriors no són pas conegudes |                       |                                  |          |
|                                          |                       |                                  |          |